# Daymon Lodovica
Daymon Lodovica (sinh ngày 16 tháng 8 năm 1989) ở Curaçao là một cầu thủ bóng đá thi đấu ở vị trí Tiền đạo. Hiện tại anh thi đấu cho UNDEBA ở Curaçao League và Đội tuyển bóng đá quốc gia Curaçao.

## Sự nghiệp câu lạc bộ
Năm 2007, anh ký hợp đồng với đội bóng Curaçao League CRKSV Jong Holland.

## Sự nghiệp quốc tế
Anh bắt đầu sự nghiệp quốc tế cùng với Đội tuyển bóng đá quốc gia Curaçao năm 2011.